# Цимбалюк Михайло Петрович
Цимбалю́к Миха́йло Петро́вич (7 січня 1967, Моломолинці, Хмельницька область) — український письменник. Член Національної спілки письменників України (2015) та Національної спілки журналістів України (1990). Учасник бойових дій (2022).

## Біографія
Закінчив Моломолинецьку школу, Хмельницьке медичне училище. Вищу освіту здобув у інституті журналістики Київського національного університету ім. Т. Г. Шевченка. Усе життя працює в регіональних засобах масової інформації: районні газети «Вперед» (кореспондент, завідувач відділу, Ярмолинці), «Прибузька зоря» (редактор, Хмельницький); обласні «Актуально для подолян» (спеціальний кореспондент), «Всім» (заступник редактора), «Подільський кур'єр» (кореспондент), «Фортеця» (власний кореспондент); в Хмельницькій обласній держтелерадіокомпанії «Поділля-Цкентр» (завідувач відділу), у прес-службах «Хмельницькобленерго» та обласної адміністрації Державної податкової служби України.
Займається громадською діяльністю (Всеукраїнське товариство «Просвіта» імені Шевченка), краєзнавством, туризмом. Упродовж 2003—2018 років був медіакоординатором громадської регіональної екологічно-туристичної експедиції «Дністер». Під час більш як десяти походів на веслувально-вітрильному плавзасобі «Ял-6» експедиція пройшля шлях від Галича до Дністровської ГЕС. За результатами експедицій створено близько двадцяти відео- і телефільмів, радіорепортажі і передачі, понад тридцять репортажів і статей у газетах.
З перших днів широкомаштабної агресії росії проти України — учасник російсько-української війни, бойовий медик ЗСУ.

## Творчість
Друкується з 1980 р. Автор книг поезій, прози, гумору й сатири, творів для дітей:
- «Зорі на землі» (1998);
- «Аорта» (2000);
- «Неповернення» (2007);
- «Такий в житті буває день» (2008);
- «Вінок Аріадни» (2013);
- «Витязі Савур-могили» (2015);
- «Протокольний нокдаун» (2017);
- «Весла — на воду» (2019, у співавторстві з Олександром Босенком);
- «Ближні обрії» (2019, 2021).[2]
- «Синдром відкладеного життя» (2023);
- «Вісімсот років після битви» (2024)

## Відзнаки
- Лавреат Всеукраїнського конкурсу «Українська мова — мова єднання» (за мовне багатоманіття, 2020, Одеса)
- Лавреат відзнаки «Скарби землі Болохівської» (за популяризацію українського слова, 2023)

## Премії та нагороди
- Хмельницька міська премія імені Богдана Хмельницького в галузі мас-медіа і свободи слова (2017)
- Грамота Верховної Ради України за заслуги перед народом України (2018)
- Подяка Прем'єр-міністра України
- Орден «За мужність та професіоналізм».